# Raoul Barré

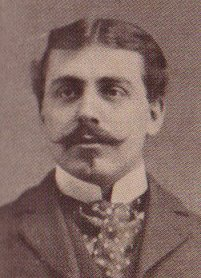
Raoul Barré

Raoul Barré (Montreal (Canadá), 1874-ídem, 1932), creador de dibujos animados canadiense.

## Biografía
Estudió en la École de Beaux Arts de París (Francia) y a su vuelta a Canadá se convirtió en uno de los pioneros del cómic en ese país. En 1912 se trasladó a Nueva York, donde fundó su propio estudio casi al mismo tiempo que Bray fundaba el suyo, contratando a dibujantes como Gregory La Cava o Pat Sullivan.
En 1915, el nuevo estudio recibió el encargo por parte de la compañía de Edison de hacer las partes animadas de Animated Grouch Chaser. Animated Grouch Chaser era una serie de películas de tema variable, generalmente comedias, que incluían dos o tres minutos de dibujos animados, de los que era responsable el equipo de Barré.
En 1916, Barré se asoció a Charles R. Bowers y a Bud Fisher. Este último era el creador de una tira cómica muy popular por aquel entonces, Mutt and Jeff, la cual ya había llevado al cine con la ayuda de Bowers. Con Barré, Bowers y Fisher siguieron haciendo películas de la serie Mutt and Jeff, consiguiendo un éxito considerable. Pero en 1919 Bowers y Fisher firmaron un contrato con la Fox para que ésta les distribuyese nuevas películas de la serie; Barré se sintió desplazado en la operación y engañado por sus socios, y decidió retirarse del negocio de la animación. 
Fue, junto a John Randolph Bray, uno de los primeros en reunir a un grupo de dibujantes y fundar un estudio exclusivamente dedicado a la animación. No obstante, su espíritu comercial poco emprendedor le llevó a ser excluido de una industria que con el tiempo se hacía cada vez más feroz. Su contribución al primitivo cine de dibujos animados se puede resumir en las siguientes palabras: among Barré’s longlasting contributions were the refinement of animation processes used by many as supplements to cels, the organization of the studio system into an efficient chain of command, and the apprenticeship of a dozen or so young animators who went on to work in the studios of Hearst, Bowers, Lantz, Disney, Columbia and Warners. 
El gran logro de la carrera de Barré fue sin duda la invención del sistema slash, que, como bien señala Donald Crafton en el párrafo anterior, se convirtió en la mejor alternativa al sistema de cels patentado por Earl Hurd. A la inversa de lo que ocurría cuando se usaban transparencias de celuloide, en el sistema slash era el fondo lo que se colocaba encima del dibujo en sí; se hacía un agujero o se cortaba parte del fondo y se ponía éste sobre los múltiples dibujos que querían ser animados. De este modo, se evitaba, como en el sistema Bray-Hurd, tener que dibujar el fondo en cada uno de los dibujos y se lograba un considerable ahorro.
Raoul Barré estuvo retirado de la animación durante algunos años, hasta que en 1926 entró a trabajar en el estudio de Pat Sullivan, colaborando en algunas de las películas de la serie Felix the Cat. En 1927 regresó a Canadá, donde se centró en la sátira política.
- Datos: Q2062004
- Multimedia: Raoul Barré / Q2062004